# Grundasjö
Grundasjö är en sjö i Borås kommun i Västergötland och ingår i Viskans huvudavrinningsområde. Sjön är 7,2 meter djup, har en yta på 0,0726 kvadratkilometer och är belägen 142,1 meter över havet.

## Delavrinningsområde
Grundasjö ingår i det delavrinningsområde (639256-131274) som SMHI kallar för Mynnar i Surtan. Medelhöjden är 148 meter över havet och ytan är 36,76 kvadratkilometer. Det finns inga avrinningsområden uppströms utan avrinningsområdet är högsta punkten. Surtan som avvattnar avrinningsområdet har biflödesordning 3, vilket innebär att vattnet flödar genom totalt 3 vattendrag innan det når havet efter 65 kilometer. Avrinningsområdet består mestadels av skog (72 procent) och sankmarker (13 procent). Avrinningsområdet har 0,38 kvadratkilometer vattenytor vilket ger det en sjöprocent på 1 procent.